# Liste der Monuments historiques in Culan
Die Liste der Monuments historiques in Culan führt die Monuments historiques in der französischen Gemeinde Culan auf.

## Liste der Bauwerke
| Bezeichnung     | Beschreibung              | Standort | Kennzeichnung | Schutzstatus | Datum | Bild           |
| --------------- | ------------------------- | -------- | ------------- | ------------ | ----- | -------------- |
| Burg            | Erbaut im 13. Jahrhundert | (Lage)   | PA00096783    | Classé       | 1926  | weitere Bilder |
| Römische Brücke |                           | (Lage)   | PA00096784    | Inscrit      | 1986  | weitere Bilder |

## Liste der Objekte
- Monuments historiques (Objekte) in Culan in der Base Palissy des französischen Kultusministeriums